# Alfredo Núñez de Borbón
Alfredo Núñez de Borbón (8 de agosto de 1908-10 de diciembre de 1979) fue un músico y compositor mexicano nacido y fallecido en la Ciudad de México. Fue socio fundador de la Sociedad de Autores y Compositores de México (SACM). Contemporáneo de Gonzalo Curiel y Agustín Lara, formó parte del grupo de compositores mexicanos que encabezaron por su talento y fama la época del romanticismo musical en su país. Con Herlinda Moreno Vogel, su primera esposa, tuvo a María Herlinda quien nació en Nueva York, en 1941.

## Datos biográficos
Hijo de familia económicamente acomodada, su padre fue empleado de Correos y Telégrafos. Manifestó desde muy joven su facilidad para escribir poesía. Su madre, Ana María, de origen español, tuvo cuatro hijos: Ana María, Margarita, María Luisa y Alfredo, que fue el menor y único varón. 
A los 17 años de edad se fue de gira a Atlanta, Estados Unidos de América, con la orquesta de Miguel Lerdo de Tejada, habiendo fallecido su padre y sin la autorización de su madre. Al terminar la gira decidió quedarse en aquel país dirigiéndose a Nueva York, con el propósito de continuar sus estudios musicales. Ahí trabajó para sostenerse, tocando piano y órgano para acompañar la proyección de las películas mudas de la época. 
Como músico se especializó en el violín aunque dominaba el piano. Trabajó en un conjunto ruso gitano en la ciudad de Nueva York y después a bordo de un barco de matrícula alemana, que hacía el recorrido a Miami. en la Florida. Aquí consiguió un trabajo en un hotel de lujo en donde se desempeñó por un periodo largo. Regresó más tarde a Nueva York, contratado por Sam Getz, para actuar en el Club Mirador, donde alternó con los bailarines Moss y Fontana y la orquesta de Johny Johnson.
Acompañando a la cantante rusa Lyna Boytler, esposa de Arcady Boytler, que fue contratada para trabajar en la XEW de México, Alfredo regresó a su país de origen en 1936. Contaba con 28 años de edad y habían transcurrido once años desde que emprendió su gira profesional en los Estados Unidos. A partir de entonces siguió su carrera repatriado.
Integró una orquesta. Formó parte del elenco de la XEW, interviniendo en programas como La Hora Azul. También actuó en diversos centros nocturnos de moda en aquel entonces como el Ciro's, Café de París y El Patio. Alfredo Núñez compuso durante ese tiempo boleros, canciones tropicales, pasos dobles, canciones rancheras. Las composiciones suyas que quedaron en el cancionero mexicano son: Consentida, Hay que olvidar, Inconsolable, Contéstame, Terciopelo, Linda, Mi pensamiento, Inútilmente, entre otras.
Fue socio fundador de la Sociedad de Autores y Compositores de Música (SACM). Alfredo Núñez de Borbón falleció el 10 de diciembre de 1979.